# One-Two-GO Airlines
One-Two-GO era una companyia aèria basada a l'aeroport Don Mueang de Bangkok, Tailàndia. Degut a l'accident del vol OG 269 a la Província de Phuket, Tailàndia, el 16 de setembre de 2007, la Unió Europea va prohibir a la companyia volar en el seu espai aeri per raons de seguretat. One-Two-GO pertanyia i era dirigida per Orient Thai Airlines des del principi. També era propietat de l'home de negocis Udom Tantiprasongchai i la seva dona Nina Tantiprasongchai. One-Two-GO va deixar d'operar el juliol del 2010 i els aparells van passar a la marca Orient Thai Airlines.